# Ruzzle
 (août 2013).
Ruzzle est un jeu vidéo pour smartphones sous iOS, Android et Windows Phone (7 et 8) sorti en 2012. Il est développé par la société suédoise de jeux vidéo MAG Interactive. Le jeu est inspiré du Boggle et du Scrabble.

## But
Il faut former le plus de mots possibles avec les seize lettres disponibles dans une grille de quatre par quatre. Les mots doivent être au moins de deux lettres, et trouvés en utilisant des lettres adjacentes les unes aux autres sans réutiliser deux fois la même case de la grille. Les formes conjuguées des verbes sont acceptées.
Comme au Scrabble chaque lettre a une valeur en fonction de sa difficulté à être placée dans un mot et certaines cases sont spéciales :
- Lettre compte double : la lettre dans cette case compte deux fois plus de points
- Lettre compte triple : la lettre dans cette case compte trois fois plus de points
- Mot compte double : les mots contenant cette case comptent deux fois plus de points
- Mot compte triple : les mots contenant cette case comptent trois fois plus de points

Il existe également un bonus en fonction de la longueur du mot créé :
- 5 lettres : 5 points supplémentaires
- 6 lettres : 10 points supplémentaires
- 7 lettres : 15 points supplémentaires
- 8 lettres : 20 points supplémentaires
- 9 lettres ou plus : 25 points supplémentaires

## Système de jeu
Le jeu est basé sur un système de compétition en ligne : pour commencer une partie, le joueur doit trouver un adversaire, qui peut être sélectionné aléatoirement par le jeu, ou choisi par le joueur parmi sa liste d'amis Ruzzle, Facebook ou Twitter.
Il existe également un mode d'entrainement.
Chaque partie est divisée en trois manches de 2 minutes et le score final est la somme du score obtenu à chacune d'elles. Le joueur ayant le meilleur score cumulé au terme des trois manches remporte la partie.
Un rating pour chaque joueur inscrit est calculé par la méthode Elo. Un classement des meilleurs joueurs dans chaque langue est ainsi tenu, visible sur le smartphone du joueur et sur le site Internet de l'éditeur.

## Versions
Le jeu est sorti en suédois en mars 2012, rapidement suivi de versions en danois, norvégien et néerlandais. En janvier 2013, sont apparues d'autres versions linguistiques dont le français et l'anglais. À octobre 2013, le jeu est proposé en 10 langues différentes : anglais, allemand, danois, espagnol, français, italien, néerlandais, norvégien, portugais brésilien et suédois. Un mois plus tard, le russe, le grec et le turc étaient également disponibles.
Le jeu est téléchargeable gratuitement mais une version « Premium » payante existe offrant une absence de publicité, l'accès à diverses statistiques de jeu, et en fin de chaque partie, l'accès à l'ensemble des mots possibles.

## Accueil
En janvier 2013, six mois après la sortie de sa version originale, Ruzzle était parmi les applications les plus téléchargées aux États-Unis et en avril 2013 comptait plus de 35 millions de joueurs dans 128 pays. Le jeu a également rencontré un grand succès en France .
Ruzzle comprend quelques erreurs. Ainsi la version en langue française accepte certains mots ne figurant dans aucun dictionnaire de référence, ainsi que des formes conjuguées inexistantes.

## lien externe
- Site officiel